# Ngolla 35
Ngolla 35 est un village situé dans la région de l'Est du Cameroun, dans le département de Boumba-et-Ngoko. Il se trouve plus précisément dans l'arrondissement de Yokadouma et dans le quartier de Bidjouki.

## Population
En 2005, le village de Ngolla 35 comptait 2 333 habitants, dont 1 173 hommes et 1 160 femmes.